# Katastrofa lotnicza w Nowym Mieście nad Pilicą

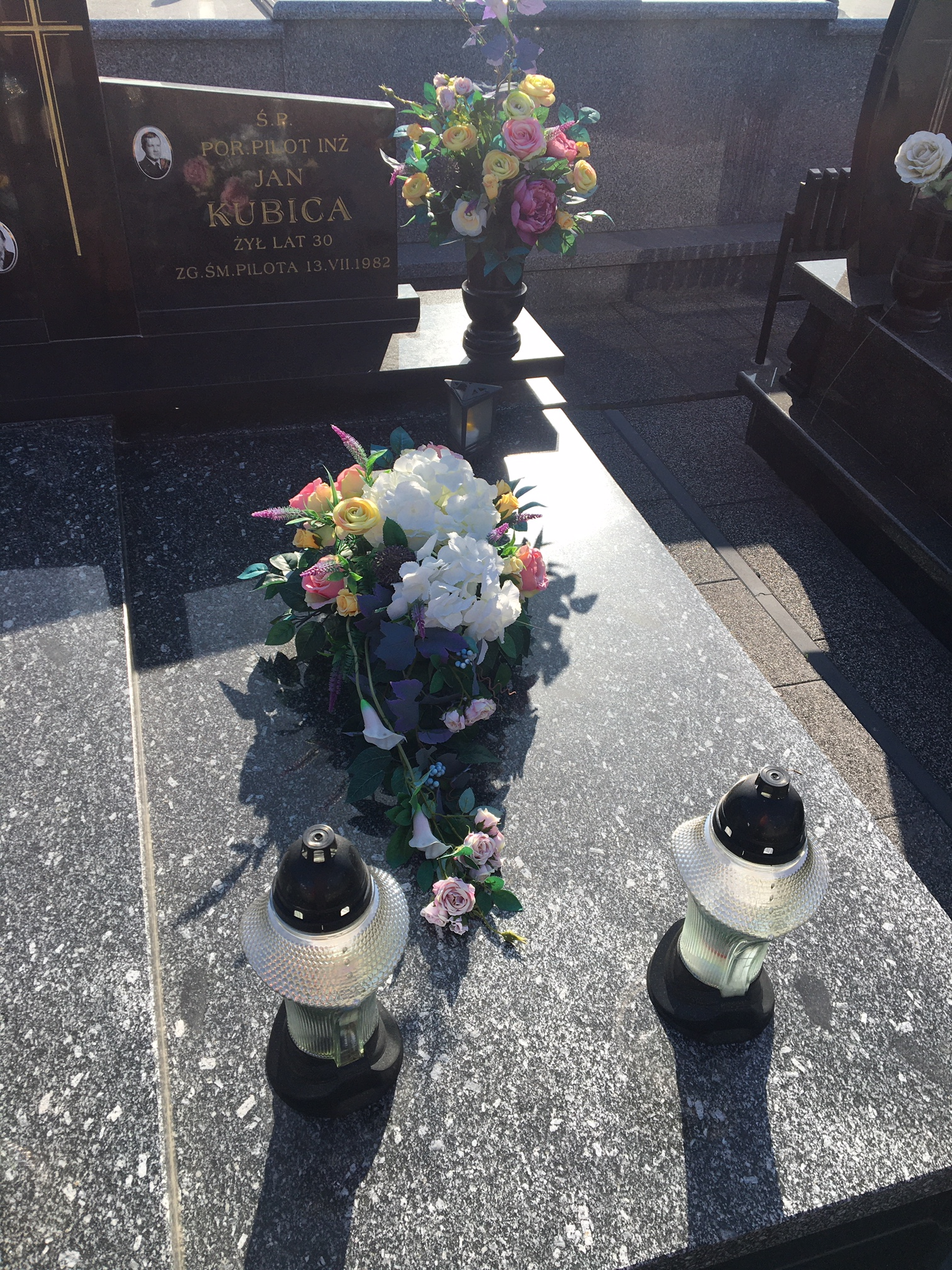
Grób por. pil. inż. Jana Kubicy na cmentarzu parafialnym w Mnichowie

Katastrofa lotnicza w Nowym Mieście nad Pilicą – wypadek lotniczy w Nowym Mieście nad Pilicą, do którego doszło 13 lipca 1982 roku około godziny 15:39. Zginęło w nim 4 żołnierzy (2 polskich pilotów i 2 studentów z Libii).

## Przebieg zdarzenia
13 lipca 1982 roku w godzinach popołudniowych IV eskadra 47. szkolnego pułku śmigłowców (JW 1540) ćwiczyła loty szkoleniowe na śmigłowcach Mi-2. O godzinie 15:32 do kolejnego lotu po kręgu wystartowała załoga w składzie: A. M. Baroud oraz por. pil. Jan Kubica. W tym czasie na innym śmigłowcu wojskowi studenci libijscy ćwiczyli z por. pil. Włodzimierzem Podbielskim naukę zawisu. Kiedy pierwszy śmigłowiec po czwartym zakręcie podchodził do lądowania, załoga drugiego śmigłowca w składzie Saleh M. Salem i por. pil. Podbielski po otrzymaniu zgody od kierownika lotów rozpoczęła start z kwadratu zawisów w celu wykonania lotu szkolnego po kręgu. Ponieważ miejsce lądowania pierwszego śmigłowca znajdowało się praktycznie w linii prostej do toru lotu śmigłowca startującego, dlatego znalazły się one na kursie kolizyjnym w płaszczyźnie pionowej. Kiedy statki powietrzne znalazły się blisko siebie, weszły w zasięg oddziaływania swoich łopat wirnika nośnego i zaczęły niszczyć się wzajemnie. Katastrofa rozegrała się na wysokości około 40–50 metrów, w odległości 250 metrów przed linią startów i lądowań. Śmigłowiec lądujący zapalił się jeszcze w powietrzu, a po chwili obydwie maszyny spadły na ziemię blisko siebie. Katastrofy nikt nie przeżył.

## Przyczyny
Za przyczyny katastrofy uznano:
- błędną decyzję kierownika lotów, który zezwolił na start załodze śmigłowca Mi-2 w składzie por. pil. Włodzimierz Podbielski i student Saleh Mohamed Salem w czasie gdy załoga drugiego śmigłowca Mi-2 w obsadzie por. pil. Jan Kubica i Abdussalam Mohamed Baroud podchodziła do lądowania.
- nieciągłą obserwację śmigłowców przed zderzeniem przez kierownika lotów i wyznaczonych obserwatorów.
- niewłaściwą ocenę sytuacji powietrznej na podstawie komend radiowych i obserwacji wzrokowej przez załogę lądującą.

## Ofiary
Na pokładzie śmigłowców zginęli:
- por. pil. inż. Włodzimierz Podbielski – pilot-instruktor w II kluczu lotniczej eskadry szkolnej;
- Saleh Mohamed Salem – student libijski, dowódca grupy studentów z Libii;
- por. pil. inż. Jan Kubica – dowódca III klucza lotniczej eskadry szkolnej;
- Abdussalam Mohamed Baroud – student libijski.

## Zmiany po katastrofie
Oprócz działań profilaktycznych polegających na omówieniu przyczyny katastrofy z kadrą kierowniczą lotnictwa Sił Zbrojnych, personelem latającym pułku, a także osobami zabezpieczającymi loty, w praktycznym wymiarze podjęto następujące czynności:
- Zmieniono organizację szkolenia lotniczego na śmigłowcach.
- Dokonano zmian przepisów w Regulaminie Wykonywania Lotów.
- Wprowadzono dodatkową osobę funkcyjną, tj. pomocnika kierownika lotów.

Po dokonanych działaniach naprawczych do czasu rozformowania jednostki w 2000 roku, żaden pilot nie zginął w rejonie lotniska. W ramach hołdu dla poległych nigdy więcej nie planowano lotów w dniu 13 lipca.